# Enrique Beotas
Enrique Beotas López (Ávila, 1955 - Santiago de Compostela, 24 de julio de 2013) fue un reconocido periodista, editor, publicista y relaciones públicas español. Falleció en el accidente ferroviario de Santiago de Compostela junto con 79 personas.

## Biografía
Licenciado en Periodismo y Publicidad en la Universidad Complutense de Madrid. Trabajó principalmente en radio, televisión, prensa, relaciones institucionales y corporativas, publicidad y en distintas instituciones y organizaciones públicas. Fue conocida su labor como asesor de comunicación y política y relaciones públicas:  Coordinador General Técnico del Patronato Municipal de Turismo del Ayuntamiento de Madrid durante la alcaldía de Enrique Tierno Galván, fundador y jefe de la Oficina de Información de Alianza Popular, coordinador general técnico de medios de comunicación sociales del Partido Popular y director de Comunicación de la campaña electoral de Manuel Fraga en Galicia.
También fue director general de la división de publicidad corporativa de Y&R, director general de Capital Image, director de cuentas de Burson Marsteller, director de Relaciones Externas de Antena 3, subdirector general de comunicación y relaciones institucionales del grupo radiofónico Onda Cero, director de Relaciones Institucionales y Corporativas de Unidad Editorial, director general de Relaciones Institucionales y Responsabilidad Corporativa del Grupo Acciona y vicepresidente de la Federación de Asociaciones Profesionales de Radio y Televisión.
Fue el creador, presentador y editor del programa sociosanitario La Rebotica, de Autor, Autor, programa de radio dedicado a los creadores españoles. También fue colaborador de Radio Nacional de España. Fundador y vicepresidente de Grupo Quator y editor de Quindici Editores. Creó Galicia, Sexta Provincia, una provincia cartografiada a través de sus entrevistas 'A Modiño' cada sábado en El Correo Gallego, reunidas y presentadas cada año en libros recopilatorio. De orígenes familiares gallegos, de donde se sentía natural pese a haber nacido en Ávila, decía: Nací en Ávila, porque los gallegos nacemos donde queremos. Lo decía con frecuencia, y así él se hizo gallego por decisión propia, sin olvidar ni ocultar nunca de donde venía.

### Radio
En 1990, Enrique Beotas y un pionero grupo de profesionales de la comunicación, con el apoyo de importantes expertos de la Sanidad española, decidió llevar a la radio un espacio que abordase la educación sanitaria de la sociedad y la dimensión social de la salud. Así surgió el concepto 'sociosanitario' y así nació el programa radiofónico La Rebotica, que era considerado el decano de los dedicados a la información sanitaria en España y que tuvo continuidad durante más de veinte años en varias emisoras (Cadena SER, Radio España, Radio Voz, Cadena COPE, Onda Cero, Punto Radio), las últimas Gestiona Radio, Vive Radio y Radio Obradoiro, donde el programa llegó a su fin en 2017. Asimismo, el programa también celebraba los premios La Rebotica, otorgados a personas, instituciones e investigadores destacables en sus aportaciones sociosanitarias, los Cuentos La Rebotica' y el proyecto Ese Niño Diferente, concurso de cuentos cuyo objetivo era hacer una llamada a la conciencia social, a la solidaridad y a la defensa de los valores de la integración y compromiso activo con las situaciones difíciles por las que puede atravesar la infancia Algunos de los premios y reconocimientos que recibió La Rebotica son:
- Premio Editas - Noticias Médicas, 1994.
- Premio Ondas, 1995.
- Premio Antena de Oro, 1999.
- Premio de la Fundación Española del Corazón, 2000.
- Premio SAMUR, 2001.
- Dos Antenas de Plata Extraordinaria, 2001 y 2002.
- Premio Albarelo del Colegio Oficial de Farmacéuticos de La Coruña, 2002.
- Premio Aldeas Infantiles SOS de España, 2003.
- Premio del Colegio Oficial de Farmacéuticos de Navarra, 2005.
- Micrófono de Oro, 2006.
- Cruz de Plata de la Sanidad Madrileña, 2009.
- Premio de Divulgación Científica del Instituto Danone, 2011.
- Premio de la Fundación Grunenthal, 2012.
- Premio de la Fundación Pfizer, 2012.[30][31][32][33][34][29][35]

Creó Autor Autor, programa radiofónico dedicado a los creadores y escritores que ganó en 2008 el Premio Nacional al Fomento de la Lectura del Ministerio de Cultura. Un espacio dedicado a los protagonistas de la vida cultural emitido cada fin de semana donde pasaron más de 700 autores: músicos, cineastas, dramaturgos, bailarines y grandes intérpretes como Victoria Abril, Florencio Aguilera, Luis Eduardo Aute, Rafael Canogar, Luz Casal, Julio Iglesias, Miguel Rios, Maria Dolores Pradera,Miguel Delibes o Víctor Ullate entre otros. Las conversaciones entre Beotas y los invitados se recopilaron en 2007 a beneficio de Horizontes Abiertos, en un libro de entrevistas titulado Autores de la Vida.
Asimismo, era colaborador habitual en Radio Nacional de España.

### Medios escritos
En la prensa escrita también colaboró en medios periódicos como El Mundo, Marca, Ya, La Razón, El Correo Gallego, Actualidad Española, Gaceta Ilustrada o los medios del grupo Promecal. Las entrevistas que publicaba semanalmente en El Correo Gallego, en su sección «A modiño», dedicada a gallegos que vivían fuera de Galica, quedaron recopiladas en los diez volúmenes de la colección Galicia, sexta provincia.
En el momento de su muerte era director editorial de Quator Quindici, fundado por él, donde publicó buena parte de sus propias obras.
Publicó sus conversaciones con Manuel Fraga (de quien fue jefe de prensa) en el libro Manuel Fraga, cuaderno de notas de una vida (Algaba, 2007).
Escribió una trilogía compuesta por Por las puertas de Madrid, Los parques de Madrid, y Madrid no te olvida.

### Instituciones
Unidad Editorial (editora del diario El Mundo), o la empresa de infraestructuras Acciona.  Fue coordinador general técnico del Patronato Municipal de Turismo del Ayuntamiento de Madrid durante la alcaldía de Enrique Tierno Galván, fundador y jefe de la Oficina de Información de Alianza Popular, coordinador general técnico de medios de comunicación sociales del Partido Popular y director de comunicación de la campaña electoral de Manuel Fraga en Galicia.

### Premios y homenajes
- En febrero de 1982 recibió el Premio de Periodismo Ejército del Aire del año 1981, por su artículo 402 Escuadrón, publicado en el diario Ya.
- Fue distinguido por sus méritos periodísticos con un Micrófono de Oro, una Antena de Oro, dos Antenas de Plata y un Micrófono de Bronce.
- Su programa La Rebotica obtuvo en 1999 el premio Antena de Oro. En 2006 también ganó un Micrófono de oro.
- Gran Cruz al Mérito Naval[42][43]
- Cruz al Mérito con Distintivo de Plata de la Guardia Civil[44]
- Caballero de la Imperial Orden Hispánica de Carlos V.
- El compositor Ernesto Monsalve estrenó en 2014 una obra musical para violonchelo, piano y narrador titulada In memoriam en su homenaje, con letra del poeta y periodista Carlos Aganzo.
- Enrique Beotas es Título de Gallego del Año[45]
- Beotas recibió, a título póstumo, la medalla de oro de Galicia, en 2015.